# Niki Terpstra
Niki Terpstra (Beverwijk, 18 maggio 1984) è un ex ciclista su strada ed ex pistard olandese, è stato un passista adatto alle corse di un giorno, professionista dal 2007 al 2022, in carriera ha vinto una Parigi-Roubaix, un Giro delle Fiandre, tre titoli nazionali su strada, una E3 Harelbeke e un Eneco Tour.

## Carriera

### 2003-2008: gli esordi e i primi anni da professionista
Terpstra incominciò a correre su strada a nove anni, mentre a quindici decise di cimentarsi anche su pista. Debuttò tra i dilettanti nel 2003, a diciannove anni non ancora compiuti, con la Bert Story-Piels, formazione olandese di categoria GS3; dopo due anni si trasferì al team Axa, con cui si aggiudicò un Omloop der Kempen e poi, nel 2006 (con il team rinominato in Ubbink), una tappa al Tour de Normandie e una al Giro del Belgio per Elite. Tuttavia fu su pista che conseguì i migliori risultati, vincendo vari titoli nazionali open e ottenendo la medaglia d'argento, assieme a Levi Heimans, Jens Mouris e Peter Schep, nella specialità dell'inseguimento a squadre ai campionati del mondo su pista 2005 di Los Angeles.
Esordì da professionista nel 2007 con la formazione tedesca Milram. Nella stagione d'esordio vinse la classifica degli scalatori al Deutschland Tour grazie ai tanti punti ottenuti durante una fuga, si classificò terzo allo Hel van het Mergelland e partecipò al suo primo Grande Giro, la Vuelta a España. L'anno successivo si piazzò in numerose corse: fu quarto alla Driedaagse De Panne, quinto alla Veenendaal-Veenendaal, salì sul gradino più basso del podio al Bayern Rundfahrt e si piazzò quattordicesimo al Giro delle Fiandre. Partecipò anche al suo primo Tour de France (fu combattivo di giornata nella tredicesima tappa), e rappresentò i Paesi Bassi nella prova su strada ai Giochi olimpici di Pechino.

### 2009-2012: le prime vittorie e i due titoli nazionali
Nel 2009 ottenne i primi due successi da pro, quello in volata nella terza tappa del Critérium du Dauphiné Libéré e quello nel prologo dello Ster Elektrotoer, poi concluso in seconda posizione. Nel 2010 vinse invece il titolo di campione olandese in linea, davanti a Pieter Weening e Lars Boom, e lo Sparkassen Giro Bochum in Germania; concluse inoltre terzo nella Dwars door Vlaanderen. Al termine del 2010 la Milram venne dismessa; Terpstra venne così messo sotto contratto dalla squadra belga Quickstep.
Dopo aver saltato le grandi classiche primaverili a causa di una frattura alla clavicola rimediata alla Driedaagse De Panne, rientrò alle corse e ottenne vari piazzamenti, tra cui un altro secondo posto (dietro al solo Philippe Gilbert) nello Ster Elektrotoer, diventato Ster ZLM Toer, oltre al Premio della combattività nella quindicesima tappa del Tour de France. Concluse la stagione con la partecipazione ai campionati del mondo di Copenaghen. Nell'annata seguente, ancora in maglia Omega Pharma-Quickstep, si impose nella Dwars door Vlaanderen grazie ad un'azione solitaria iniziata a trentadue chilometri dal traguardo, dopo una lunga fuga in compagnia di altri corridori; si classificò poi sesto al Giro delle Fiandre e quinto alla Parigi-Roubaix. Nella seconda parte di stagione si laureò per la seconda volta campione nazionale in linea, partecipò alla gara su strada dei Giochi olimpici di Londra e concluse terzo sia all'Eneco Tour che alla Parigi-Tours; con i compagni della Quick Step vinse infine la medaglia d'oro nella cronometro a squadre (la prima per formazioni di club) ai campionati del mondo nel Limburgo.

### Dal 2013: le vittorie nelle classiche

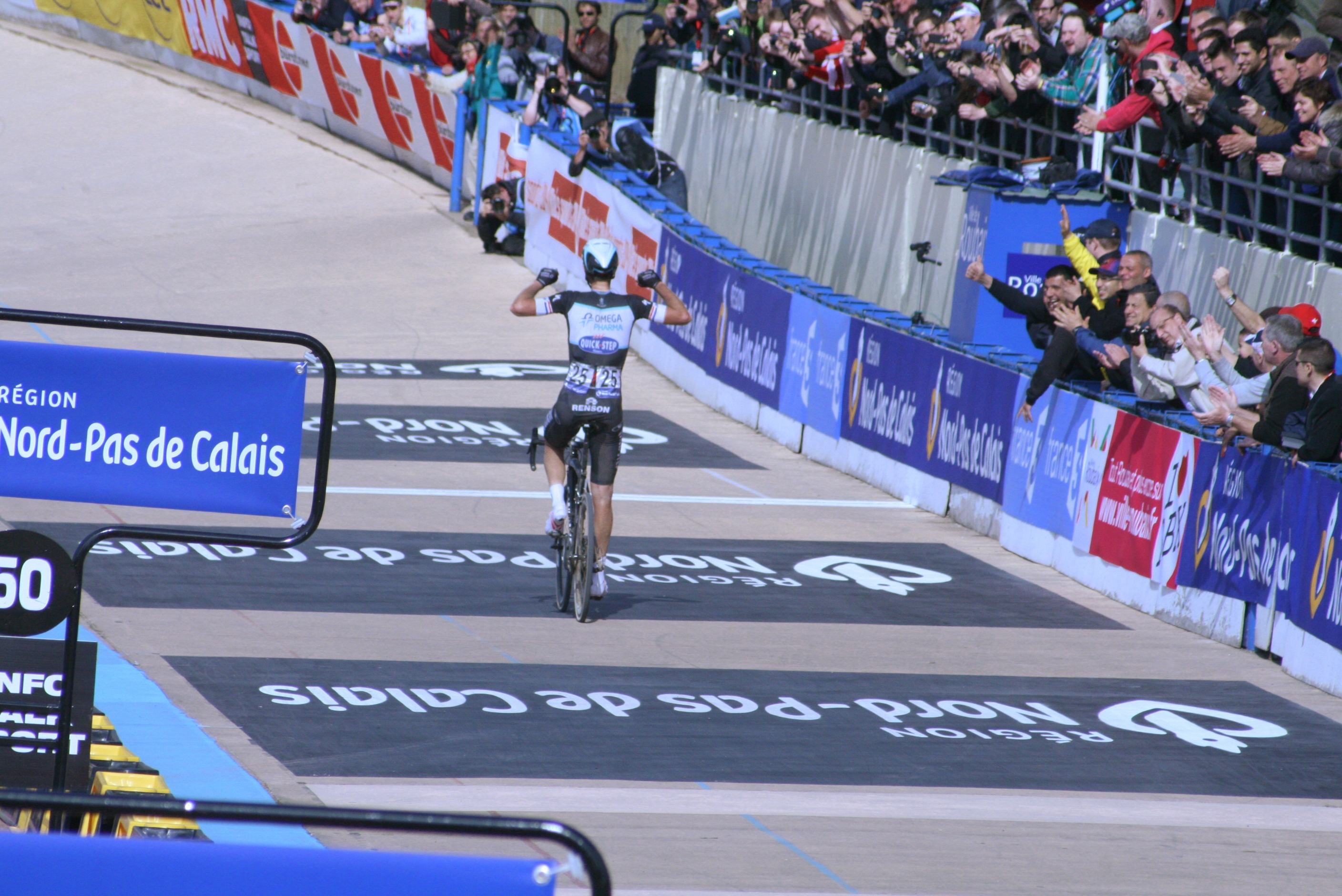
Terpstra vincitore alla Parigi-Roubaix 2014

Aprì la stagione 2013 con alcuni piazzamenti nelle gare del Nord: fu infatti terzo nella Tre Giorni delle Fiandre Occidentali e nella Tre Giorni di La Panne, e soprattutto terzo alla Parigi-Roubaix, primo nella volata dei battuti alle spalle di Fabian Cancellara e Sep Vanmarcke. Durante l'anno non ottenne vittorie individuali, tuttavia, dopo il secondo posto ai campionati nazionali a cronometro e nella cronometro di apertura del Giro di Svizzera, confermò con i compagni il titolo iridato nella cronometro a squadre ai campionati del mondo in Toscana. Nei primi mesi del 2014 colse ancora ottimi risultati: vinse infatti una tappa e la classifica generale del Tour of Qatar e la Dwars door Vlaanderen, e si piazzò secondo alla E3 Harelbeke, battuto dal solo Peter Sagan. In aprile ottenne quindi il più prestigioso successo della carriera, vincendo la Parigi-Roubaix: partito come gregario di Tom Boonen, scattò a pochi chilometri dal traguardo dal gruppo di testa e si impose con 20" su John Degenkolb, vincitore della volata dei battuti. Nel prosieguo di stagione non mise a referto altri risultati di rilievo, e con l'Omega Pharma fu "solo" terzo nella cronometro a squadre dei campionati del mondo.
All'inizio del 2015, in maglia Etixx-Quickstep (già Omega Pharma), confermò il successo nel Tour of Qatar, vincendo anche una frazione. Le gare primaverili al Nord non gli diedero invece vittorie, bensì una delusione dalla Parigi-Roubaix (chiuse quindicesimo) e ben quattro secondi posti: terminò alla piazza d'onore all'Omloop Het Nieuwsblad, alla Ronde van Zeeland Seaports (in una top 4 tutta Etixx), alla Gand-Wevelgem e al Giro delle Fiandre, battuto in una volata a due da Alexander Kristoff. Tra giugno e luglio vinse il suo terzo titolo nazionale in linea, e una tappa e la classifica generale del Tour de Wallonie, mentre in settembre con il sestetto Etixx fu medaglia d'argento nella cronometro a squadre dei campionati del mondo. Tornò al successo pochi mesi dopo, nel marzo 2016, vincendo la Le Samyn, ma le successive classiche tra Belgio e Francia non diedero risultati di rilievo. Tra agosto e ottobre vinse la Dwars door het Hageland, la classifica generale dell'Eneco Tour (grazie al secondo posto dell'ultimo giorno sul Muro di Grammont) e il titolo iridato nella cronometro a squadre dei campionati del mondo, il terzo per lui.
Il 1º aprile 2018, dopo un'azione solitaria, si aggiudica la 102ª edizione del Giro delle Fiandre, mentre la settimana successiva chiude al terzo posto la Parigi-Roubaix. Nella seconda parte di stagione partecipa al Tour de France, vince a Innsbruck il suo quarto titolo mondiale nella cronometro a squadre con i compagni della Quick-Step Floors, e conclude secondo alla Parigi-Tours. In agosto viene intanto ufficializzato il suo trasferimento alla Direct Énergie, squadra Professional Continental francese.

## Palmarès

### Strada
- 2004 (Cycling Team Bert Story-Piels, due vittorie)

2ª tappa Ronde van Midden-Brabant
Grote Prijs Wielerrevue
- 2005 (Axa Cycling Team, una vittoria)

Omloop der Kempen
- 2006 (Ubbink-Syntec Cycling Team, quattro vittorie)

6ª tappa Tour de Normandie (Domfront > Saint-Hilaire-du-Harcouët)
4ª tappa Giro del Belgio (Londerzeel > Huy)
2ª tappa OZ Wielerweekend (Hengstijk > Vogelwaarde, cronometro)
Classifica generale OZ Wielerweekend
- 2009 (Team Milram, due vittorie)

3ª tappa Critérium du Dauphiné Libéré (Tournus > Saint-Étienne)
Prologo Ster Elektrotoer (Gemert > Gemert)
- 2010 (Team Milram, due vittorie)

Campionati olandesi, Prova in linea
Sparkassen Giro Bochum
- 2012 (Omega Pharma-Quickstep Cycling Team, due vittorie)

Dwars door Vlaanderen
Campionati olandesi, Prova in linea
- 2014 (Omega Pharma-Quickstep Cycling Team, quattro vittorie)

1ª tappa Tour of Qatar (Al Wakra > Dukhan Beach)
Classifica generale Tour of Qatar
Dwars door Vlaanderen
Parigi-Roubaix
- 2015 (Etixx-Quick Step, cinque vittorie)

3ª tappa Tour of Qatar
Classifica generale Tour of Qatar
Campionati olandesi, Prova in linea
1ª tappa Tour de Wallonie
Classifica generale Tour de Wallonie
- 2016 (Etixx-Quick Step, tre vittorie)

Le Samyn
Dwars door het Hageland
Classifica generale Eneco Tour
- 2018 (Quick Step-Floors, tre vittorie)

Le Samyn
E3 Harelbeke
Giro delle Fiandre

#### Altri successi
- 2006 (Ubbink-Syntec Cycling Team)

Classifica a punti OZ Wielerweekend
Ronde van Midden-Nederland
- 2007 (Team Milram)

Classifica scalatori Deutschland Tour
- 2010 (Team Milram)

Acht van Chaam
- 2012 (Omega Pharma-Quickstep Cycling Team)

Campionati del mondo, Cronosquadre
Amstel Curaçao Race (Kermesse)
- 2013 (Omega Pharma-Quickstep Cycling Team)

1ª tappa Tirreno-Adriatico (San Vincenzo > Donoratico, cronosquadre)
Campionati del mondo, Cronosquadre
- 2014 (Omega Pharma-Quickstep Cycling Team)

Acht van Chaam
Amstel Curaçao Race (Kermesse)
- 2016 (Etixx-Quick Step)

Campionati del mondo, Cronosquadre
- 2018 (Quick-Step Floors)

1ª tappa Adriatica Ionica Race (Musile di Piave > Lido di Jesolo, cronosquadre)
Campionati del mondo, Cronosquadre

### Pista
- 2004

Campionati olandesi, 50 km
- 2005

Campionati olandesi, 50 km
Campionati olandesi, Corsa a punti
Campionati olandesi, Inseguimento individuale
- 2006

4ª prova Coppa del mondo 2005-2006, Corsa a punti (Sydney)
Campionati olandesi, Inseguimento individuale
Campionati olandesi, Americana (con Wim Stroetinga)
- 2007

Campionati olandesi, Americana (con Wim Stroetinga)
Campionati olandesi, Scratch
- 2011

Sei giorni di Amsterdam (con Iljo Keisse)
- 2013

Sei giorni di Rotterdam (con Iljo Keisse)
- 2014

Sei giorni di Rotterdam (con Iljo Keisse)
Sei giorni di Amsterdam (con Yoeri Havik)
- 2015

Sei giorni di Rotterdam (con Iljo Keisse)
- 2019

Sei giorni di Rotterdam (con Thomas Boudat)
- 2022

Sei giorni di Rotterdam (con Yoeri Havik)

### Gravel
- 2023

Gravel, Grit 'n Grind | UCI Gravel World Series
Merida NL gravel series #4 - Meerveld

## Piazzamenti

### Grandi Giri
- Tour de France

2008: 136º
2009: 148º
2010: non partito (3ª tappa)
2011: 134º
2013: 149º
2014: 94º
2018: 119º
2019: ritirato (11ª tappa)
- Vuelta a España

2007: 142º
2010: 94º
2012: 127º
2015: ritirato
2016: 139º
2017: 130º
2020: 136º

### Classiche monumento
- Milano-Sanremo

2008: 145º
2009: 82º
2010: 41º
2011: 38º
2012: 45º
2013: ritirato
2019: 56º
2021: 139º
- Giro delle Fiandre

2008: 14º
2009: fuori tempo
2010: 45º
2012: 6º
2013: 113º
2014: 6º
2015: 2º
2016: 10º
2017: 3º
2018: vincitore
2019: ritirato
2020: 111º
2021: 86º
2022: 29º
- Parigi-Roubaix

2007: 74º
2008: 103º
2009: 17º
2010: 32º
2012: 5º
2013: 3º
2014: vincitore
2015: 15º
2016: ritirato
2017: ritirato
2018: 3º
2021: fuori tempo massimo
2022: 50º
- Liegi-Bastogne-Liegi

2007: ritirato
2010: ritirato
- Giro di Lombardia

2009: ritirato

### Competizioni mondiali
- Campionati del mondo su strada

Melbourne 2010 - In linea Elite: 19º
Copenaghen 2011 - In linea Elite: 164º
Limburgo 2012 - In linea Elite: 66º
Valkenburg 2012 - Cronosquadre: vincitore
Firenze 2013 - Cronosquadre: vincitore
Toscana 2013 - Cronometro Elite: 25º
Ponferrada 2014 - Cronosquadre: 3º
Richmond 2015 - Cronosquadre: 2º
Richmond 2015 - In linea Elite: 13º
Doha 2016 - Cronosquadre: vincitore
Doha 2016 - In linea Elite: 9º
Bergen 2017 - Cronosquadre: 4º
Bergen 2017 - In linea Elite: 24º
Innsbruck 2018 - Cronosquadre: vincitore
Yorkshire 2019 - In linea Elite: 20º
- Campionati del mondo su pista

Los Angeles 2005 - Inseguimento a squadre: 2º
- Giochi olimpici

Pechino 2008 - In linea: ritirato
Londra 2012 - In linea: 82º

### Competizioni europee
- Campionati europei su strada

Valkenburg 2006 - Cronometro Under-23: 16°
Valkenburg 2006 - In linea Under-23: ritirato
- Campionati europei su pista

Atene 2006 - Inseguimento individuale Under-23: 9°
Atene 2006 - Corsa a punti Under-23: 2°
- Giochi europei

Baku 2015 - In linea: 8º